# NRJ Music Tour
 (juin 2013).
 (août 2024).

Ancien logotype du NRJ Music Tour.

Le NRJ Music Tour est une série de concerts organisés par la radio NRJ. Il regroupe des artistes de la chanson française et internationale pour un plateau différent à chacune de ses étapes. Chaque concert est gratuit, cependant, pour y assister, il faut se procurer une invitation auprès de la radio ou de ses partenaires. Les deux heures de spectacle sont présentées par les animateurs de l'antenne.

## WebRadio
NRJ possède une webradio nommée NRJ MUSIC TOUR disponible sur le site et l'application de la radio. Les hits des artistes présents aux concert sont diffusés sur cette Webradio

## 1resaison
- Grenoble (Summum) - 5 mars 2004
- Paris (Zénith) - 7 mai 2004
- Charleroi (Charleroi Expo, Esplanade) - 18 septembre 2004 (NRJ In The Park)
- Orléans (Zénith) - 8 octobre 2004
- Lille (Zénith) - novembre 2005
- Amneville (Galaxie) - 11 mars 2005

## 2esaison
- Charleroi (Charleroi Expo, Esplanade) - 17 septembre 2005 (NRJ In The Park)
- Paris (Palais Omnisports de Paris Bercy) - 3 mars 2006
- Montpellier (Zénith Sud) - 6 mai 2006
- Genève (Geneva Arena) - 1er juin 2006
- Tours (Grand Hall) - 3 juin 2006
- Monaco (Port Hercule) - 1er juillet 2006

## 3esaison
- Lille (Zénith) - 5 septembre 2006 (NRJ Back To School)
- Charleroi (Charleroi Expo, Esplanade) - 16 septembre 2006 (NRJ In The Park)
- Grenoble (Summum) - 21 octobre 2006
- Rouen (Zénith) - 18 novembre 2006
- Lausanne (Mad) - 21 décembre 2006
- Marseille (Stade Vélodrome) - 30 juin 2006

## 4esaison
- Charleroi (Charleroi Expo, Esplanade) - 15 septembre 2007 (NRJ In The Park)
- Lyon (Halle Tony Garnier) - 24 novembre 2007
- Nantes (Zénith) - 22 mars 2008
- Bruxelles (Louise Gallery Event Hall)
- Amnéville (Galaxie) - 28 juin 2008

## 5esaison
- Marseille (Dôme) - 20 septembre 2008
- Charleroi (Charleroi Expo, Esplanade)- 20 septembre 2008 (NRJ In The Park)
- Strasbourg (zénith) - 15 novembre 2008
- Toulouse (zénith) - 3 avril 2009
- Nice (nikaia) - 29 mai 2009
- Lille - 9 octobre 2009

## 2010
(dates manquantes)
- Bastia (Place St Nicolas) - 26 juin 2010 (NRJ Corsica Party)[2]

## 2011
(dates manquantes)
- Bastia (Place St Nicolas) - 25 juin 2011 (NRJ Corsica Party)[3]

## 2012
(dates manquantes)
- Lille (Nocturne de Lille Métropole) - 14 avril 2012
- Paris (Salle Wagram) - 1er juin 2012
- Bastia (Place St Nicolas) - 30 juin 2012 (NRJ Corsica Party)[4]
- Bordeaux (Fête du vin) - 1er juillet 2012
- Blois (Chateau Royal) - 8 septembre 2012
- Valenciennes (Les Arènes de Valenciennes) - 30 novembre 2012

## 2013
(dates manquantes)
- Bastia (Place St Nicolas) - 6 juillet 2013 (NRJ Corsica Party)[5]

## 2014
- Lyon (Palais des sports) - 5 avril 2014[6]
- Compiègne (Place du palais impérial) - 30 avril 2014[7]
- Bruxelles (Palais 12) - 16 mai 2014[8]
- Paris (Trianon) - 27 mai 2014 avec la présence exceptionnelle de Pharell Williams[9]
- Bastia (Place St Nicolas) - 28 juin 2014 (NRJ Corsica Party)[10]
- Trélazé (Parc du Vissoir) - 10 juillet 2014[11]
- Roubaix (Grand Place) - 12 juillet 2014[12]
- Liège (Place Delcour) - 15 août 2014[13]
- Saint-Etienne (Place Chavanelle) - 4 octobre 2014
- Vendée (Vendéspace) - 10 octobre 2014[14]

## 2015
(dates manquantes)
- Lille (Casino Barrière) - 31 mars 2015[15]
- Compiègne (Place du Palais) - 30 avril 2015[16]
- Lyon (Palais des sports) - 11 avril 2015[17]
- Bastia (Place St Nicolas) - 27 juin 2015 (NRJ Corsica Party)[18]
- Roubaix (Grand Place) - 4 juillet 2015[19]
- St Quentin - 5 septembre 2015 avec la présence exceptionnelle de Demi Lovato[20]
- Paris (la Cigale) - 12 octobre 2015 avec la présence exceptionnelle de Zara Larsson[21]

## 2016
- Beauvais (Elispace) - 4 février 2016[22]
- Vendée (Vendéspace) - 5 mars 2016[23]
- Lyon (Palais des sports) - 2 avril 2018[24]
- Compiègne (Place du Palais) - 30 avril 2016[25]
- Bastia (Place St Nicolas) - 25 juin 2016 (NRJ Corsica Party)[26]
- Roubaix (Grand Place) - 2 juillet 2016[27]
- Trélazé (Parc du Vissoir) - 8 juillet 2016 (NRJ In The Park)[28]
- Toulouse (Paririe des Filtres) - 14 juillet 2016[29]
- Marseille (Foire Internationale) - 29 septembre 2016[30]

## 2017
- Les Contamines (Patinoire des contamines) - 2 mars 2017[31]
- Lyon (Palais des sports) - 8 avril 2017[32]
- Compiègne (Place du Palais) - 30 avril 2017[33]
- Saint-Etienne (Parc des expos) - 16 juin 2017[34]
- Bastia (Place St Nicolas) - 24 juin 2017 (NRJ Corsica Party)[35]
- Roubaix (Grand Place) - 1er juillet 2017[36]
- Trélazé (Parc du Vissoir) - 7 juillet 2017 (NRJ In The Park)[37]
- Toulouse (Paririe des Filtres) - 14 juillet 2017[38]
- Haguenau (Parking vieille île) - 9 septembre 2017[39]
- Marseille (Le Silo) - 15 septembre 2017[40]
- Paris (Elysée Montmartre) - 2 décembre 2017 avec la présence exceptionnelle de P!NK et Rag'nbone Man[41]
- Saint Louis (Forum) - 9 décembre 2017[42]

## 2018
- Beauvais (Elispace) - 8 février 2018[43]
- Lyon (Palais des sports de Lyon) - 7 avril 2018[44]
- Compiègne (Place du Palais) - 30 avril 2018[45]
- La Louvière (Belgique) - 4 mai 2018[46]
- Roubaix (Grand Place) - 9 juin 2018[47]
- Paris (DisneyLand Paris) - 23 juin 2018[48]
- Bastia (Place St Nicolas) - 30 juin 2018 (NRJ Corsica Party)[49]
- Trélazé (Parc du Vissoir) - 5 juillet 2018 (NRJ In The Park) avec la présence exceptionnelle de Dua Lipa[50]
- Toulouse (Paririe des Filtres) - 14 juillet 2018[51]
- Haguenau (Parking vieille île) - 8 septembre 2018[52]
- Maubeuge (Parvis de la Luna) - 15 septembre 2018[53]
- Cluses (Parvis des Esserts) - 22 septembre 2018[54]

## 2019
- Paris (La Seine Musicale) - 25 février 2019[55]
- Lyon (Palais des sports de Lyon) - 6 avril 2019[56]
- Nantes (Parc des expositions de la Beaujoire) - 12 avril 2019 (avec la présence exceptionnelle de Bebe Rexha)[57]
- Compiègne (Place du Palais) - 30 avril 2019[58]
- Wex (Belgique) - 1er mai 2019[59]
- Cambrai (Grand Place) - 24 mai 2019[60]
- Roubaix (Grand Place) - 8 juin 2019[61]
- Salon de Provence (Place Morgan) - 15 juin 2019[62]
- Bastia (Place St Nicolas) - 27-28-29 juin 2019 (NRJ Corsica Party)[63]
- Trélazé (Parc du Vissoir) - 5 juillet 2019 (NRJ In The Park)[64]
- Toulouse (Paririe des Filtres) - 14 juillet 2019
- Liège (Belgique) - 15 août 2019
- Haguenau (Parking vieille île) - 7 septembre 2019
- Cluses (Parvis des Esserts) - 14 septembre 2019 (avec la présence exceptionnelle de One Republic)
- Maubeuge (Parvis de la Luna) - 21 septembre 2019

## 2020
Les 15 août et 18 septembre 2020, les deux concerts du NRJ Music Tour en Belgique ont été annulés du fait de la pandémie de Covid-19.

## 2022
- Chamonix-Mont-Blanc (Les Houches) - 2 avril 2022
- Lyon (Palais des sports de Lyon) - 9 avril 2022
- Compiègne (Place du Château) - 30 avril 2022
- Mulhouse (Parc des Expositions) - 14 mai 2022
- Cambrai (Grand Place) - 21 mai 2022
- Trélazé (Parc du Vissoir) - 1er juillet 2022 (NRJ In The Park)
- Haguenau (Espace Vieille Île) - 10 septembre 2022
- Paris (La Seine Musicale) - 17 octobre 2022

## 2023
- Lille (Esplanade du Champ de Mars)  - 25 mars 2023 (Concert NRJ x Le Chti)
- Compiègne (Place du Château) - 30 avril 2023
- Lyon (Palais des sports de Lyon) - 13 mai 2023
- Làas (Domaine du Château) - 9 juin 2023
- Fréjus (Arènes de Fréjus) - 16 juin 2023 (avec la présence exceptionnelle de Loreen, la gagnante de l'Eurovision 2023)
- Maubeuge (Parvis de la Luna) - 24 juin 2023
- Trélazé (Parc du Vissoir) - 8 juillet 2023 (NRJ In The Park)
- Toulouse (Prairie Des Filtres) - 14 juillet 2023
- Haguenau (Espace Vieille Île) - 9 septembre 2023

## 2024
- Compiègne (Place du Château) - 30 avril 2024[66]
- Lyon (Palais des Sports de Lyon Gerland) - 4 mai 2024[67]
- Cambrai (Grand Place de Cambrai) - 18 mai 2024 (avec la présence exceptionnelle de Leony)[68]
- Troyes (Cube Troyes Champagne Expo) - 7 juin 2024 [69]
- Trélazé (Parc du Vissoir) - 6 juillet 2024[70]
- Toulouse (Prairie des Filtres) - 13 juillet 2024[71]
- Haguenau (Espace Vieille Île) - 7 septembre 2024[72]
- Florange (Place Mendès France) - 21 septembre 2024[73]

## 2025
- Lille (Casino Barrière de Lille) - 12 mars 2025[74]
- Compiègne (Place du Château) - 30 avril 2025[75]
- Paris (Hippodrome de Longchamp) - 11 mai 2025[76]
- Lyon (Palais des Sports de Lyon Gerland) - 17 mai 2025[77]
- Maubeuge (Parvis de la Luna) - 23 mai 2025[78]
- Trélazé (Parc du Vissoir) - 5 juillet 2025[79]
- Toulouse (Prairie des Filtres) - 13 juillet 2025[80]

## s connexes
- NRJ Group
- NRJ Music Awards

```
| groupe3 = Autres activités
```

- NRJ Music Tour
- NRJ Music Awards
- NRJ DJ Awards
- Webradios

- NRJ Paris (2008-2014) TV6 (1986-1987) NRJ 12 (2005-2025) Chérie 25 (depuis 2012) NRJ Hits TV (2016-2021) NRJ in the park Belgique (1996-2015) NRJ Mobile (2005-2020)

}}